# Hôtel Mareschal
L'hôtel Mareschal est un hôtel particulier de Besançon qui appartenait à une importante famille de cette ville, les Mareschal.

## Histoire
Incendié le 4 juin 1516, Guillaume Mareschal le fit reconstruire en 1532 avec une flore ornementale qui annonce la Renaissance.
Au XVIIIe siècle, le rez-de-chaussée est aménagé en arcades afin d'y accueillir des commerces.
Ses façades et toitures font l’objet d’un classement au titre des monuments historiques depuis le 12 avril 1938.

## Description
L'hôtel, à un étage carré et un de comble, est bâti sur un sous-sol voûté en berceau et les dépendances (anciennes écuries et remises) possèdent sur la façade principale deux grandes baies en plein cintre superposées murées, correspondant vraisemblablement aux anciens greniers à foin.
Sur façade principale en pierre de taille, Guillaume Mareschal plaça au fronton de la porte d'entrée un écusson avec ses armes : « D’argent à la bande d’azur chargée de trois étoiles d’or et accompagnées de deux grappes de raisin de pourpre, feuillées et tigées de sinople, celle de la pointe ayant la queue en bas » qui se voyait encore à la Révolution.